# راهووتسی
راهووتسی (به بلغاری: Rahovtsi) یک منطقهٔ مسکونی در بلغارستان است که در شهرستان گابروو واقع شده‌است.